# Varnamtown
Varnamtown é uma cidade  localizada no estado norte-americano de Carolina do Norte, no Condado de Brunswick.

## Demografia
Segundo o censo norte-americano de 2000, a sua população era de 481 habitantes.
Em 2006, foi estimada uma população de 560, um aumento de 79 (16.4%).

## Geografia
De acordo com o United States Census Bureau tem uma área de
2,7 km², dos quais 2,6 km² cobertos por terra e 0,1 km² cobertos por água.

## Localidades na vizinhança
O diagrama seguinte representa as localidades num raio de 16 km ao redor de Varnamtown.